# Ayuntamiento de Sonseca
El Ayuntamiento de Sonseca es la institución municipal que gobierna el municipio de Sonseca, en la provincia de Toledo, comunidad autónoma de Castilla-La Mancha, España.

## Sede
La sede del consistorio sonsecano se encuentra en la casa consistorial, un edificio de estilo neoclásico cuya construcción original data del siglo XVIII y que ha sido reformado y ampliado en varias ocasiones.  Su fachada principal, orientada al sur, es de piedra en la planta baja con seis ventanas y una puerta con jambas y dinteles. La segunda planta cuenta con siete balcones recercados con ladrillos salientes y un remate de frontón de peineta. La fachada oeste tiene tres ventanas y tres balcones similares a los de la fachada principal.

## Alcaldes
| Periodo   | Nombre                                                             | Partido | Partido |
| --------- | ------------------------------------------------------------------ | ------- | ------- |
| 1979-1983 | Vicente Sánchez Romero                                             |         | CPLD    |
| 1983-1987 | Juan Francisco Martín Ayuso                                        |         | PSOE    |
| 1987-1991 | Román Rojas Gómez                                                  |         | PSOE    |
| 1991-1995 | Antonio Cerrillo Fernández                                         |         | PSOE    |
| 1995-1999 | Antonio Cerrillo Fernández (13/12/98) Juan Carlos Palencia Sánchez |         | PSOE    |
| 1999-2003 | Juan Francisco Martín Ayuso                                        |         | PSOE    |
| 2003-2007 | Juan Francisco Martín Ayuso                                        |         | PSOE    |
| 2007-2011 | José Millán Álvarez de la Cuerda                                   |         | PP      |
| 2011-2015 | Francisco José García Galán                                        |         | PSOE    |
| 2015-2019 | Juan Carlos Palencia Sánchez                                       |         | PSOE    |
| 2019-2023 | Sergio Mora Rojas                                                  |         | PSOE    |
| 2023-act. | María Victoria Martín de San Pablo Sánchez                         |         | PP      |

## Acuerdos de investidura o coaliciones de gobierno
| Mandato   | Partidos implicados | Concejales |
| --------- | ------------------- | ---------- |
| 1979–1983 | CPLD – PSOE         | 7/13       |
| 1995–1999 | PSOE – IU           | 8/13       |
| 2011–2015 | PSOE – IU           | 9/17       |
| 2015–2019 | PSOE – IU‑Ganemos   | 9/17       |
| 2019–2023 | PSOE – IU           | 9/17       |
| 2023–2027 | PP – Vox            | 9/17       |

## Distribución histórica

2023-2027
2019-2023
2015-2019
2011-2015
2007-2011
2003-2007
1999-2003
1995-1999
1991-1995
1987-1991
1983-1987
1979-1983

## Concejales
Al consistorio de Sonseca le corresponden un total de 17 concejales, ya que se encuentra dentro de la escala de 10.001 a 20.000 habitantes, según lo establecido en el artículo 179 de la Ley Orgánica 5/1985, de 19 de junio, del Régimen General Electoral. La distribución de los concejales tras las elecciones municipales de 2023 es la siguiente:
- Partido Popular (PP): 7 concejales
- Partido Socialista Obrero Español (PSOE): 6 concejales
- Izquierda Unida (IU): 2 concejales
- VOX: 2 concejales

## Áreas de Gobierno
Las concejalías del Gobierno Municipal de Sonseca para la legislatura 2023-2027 quedan de la siguiente manera:
- Alcaldía: Mª Victoria Martín de San Pablo Sánchez
- Concejalía de Servicios Municipales y Medio Ambiente: Javier Hidalgo García de Blas
- Concejalía de Hacienda, Régimen Interior y Deportes: Rodrigo Dorado Burgos
- Concejalía de Bienestar Social y de la Mujer: María del Mar Peñalver García
- Concejalía de Cultura, Festejos y Juventud: Lorena García Ochoa Romero
- Concejalía de Empleo y Personal: Jesús Gómez Morales
- Concejalía de Atención al Ciudadano: María del Mar Peñalver García
- Concejalía de Educación y Patrimonio: Marcos Martín García

## Deuda
| Gráfica de evolución de la deuda viva del ayuntamiento en millones de euros entre 2008 y 2024 |
|                                                                                               |
| Deuda viva del ayuntamiento en millones de euros según datos de Datosmacro.com.               |

En 2024, la deuda por habitante en Sonseca ascendió a 251 €. La deuda total del municipio en ese año fue de 2.833 millones de euros. A lo largo de los últimos años, la deuda per cápita ha mostrado variaciones, destacando un aumento significativo en años anteriores, como en 2012, cuando alcanzó los 488 € por habitante.